# Шестдесетници
Шестдесетници (на руски: Шестидесятники; на украински: Шістдесятники) са представители на ново поколение на съветската интелигенция, повечето от които са родени между 1925 и 1945 г., влезли в културата и политиката на СССР в края на 50-те и 60-те години на 20 век – в периода на размразяване при Хрушчов. Техният мироглед е формиран от годините на репресии и чистки на Сталин, засегнали много от семействата им, и от Втората световна война, в която много от тях участват.
Шестдесетниците се отличават със своите либерални и антитоталитарни възгледи и романтизъм, които намират ярък израз в музиката и визуалните изкуства. Въпреки че повечето от тях вярват в комунистическите идеали, те са силно разочаровани от режима на Сталин и потискането на основните граждански свободи. Шестдесетниците са не само деятели на културата и науката, но и други личности, свързани основно с градската среда. За тях е близка идеята за отвореност на света, привърженици са на „свят без граници“, на изразяване на дружелюбие
Много от шестдесетниците са интелектуалци от предимно два вида: „физици“ (които се занимават с технически науки) и „лирици“ (писатели, професионалисти в театъра и киното и други представители на изкуствата). Културата на бардовете с техните авторски песни, любовта към поезията, разочарованието от политиката, любовта към къмпингуването в по-отдалечени райони на Съветския съюз са сред често срещаните черти на шестдесетниците.
След началото на политиките на „перестройка“ и „гласност“ (края на 80-те – началото на 90-те години на 20 век) терминът „шестдесетници“ е използван и за обозначаване на представителите на новото поколение представители на комунистическия елит, чиито политически възгледи са формирани в края на 50-те и началото на 60-те години. Сред тях са политици като Михаил Горбачов, О. Яковлев, философите Александър Зиновиев, Мераб Мамардашвили, Юрий Левада, политолозите Александър Бовин, Фьодор Бурлацки, редактори на средства за масова информация – Виталий Коротич, Е. Яковлев, Сергей Залигин и много други.
Шестдесетниците имат някои сходства с „новите леви“ и хипи движенията на Запад, но повече са общите черти с по-интелектуално ориентираното бийт поколение. Терминът се отнася строго до СССР и не бива да се смесва с „поколението на 1960-те“ на Запад – времето на хипита, Бийтълс, рокендрол, психеделия, сексуална революция, „движенията за граждански права“ и студентските вълнения през 1968 г. (вж. Контракултура на 1960-те).

## Предистория
Великата отечествена война оказва огромно влияние върху мирогледа на шестдесетниците. През 1941 г. най-старите от тях са на 16 години и много стават доброволци в армията. Повечето, и по-специално почти цялото московско опълчение, загиват още същата година. Но за оцелелите войната се превръща в основното житейско преживяване. Сблъсъкът със смъртта, с множество най-различни хора и с реалния живот на страната, незамаскиран от пропагандата, предпоставя формирането на собствено мнение. Освен това атмосферата на живот на фронтовата линия, в ситуация на реална опасност, е несравнимо по-свободна, отколкото в мирно време. И накрая, фронтовият опит предизвиква съвсем различно отношение към социалните конвенции. Бившите десетокласници и първокурсници се завръщат от фронта като напълно различни, критични и уверени в себе си хора.

### XX конгрес и „размразяването“
Противно на масовите очаквания на интелигенцията, че след Великата отечествена война ще настъпи демократизация и хуманизация на системата, сталинисткият режим става още по-твърд и безкомпромисен. Започва борба срещу „формализма“, кибернетиката, генетиката, „ лекарите убийци “, космополитизма и т.н. Антизападната пропаганда се засилва. Междувременно огромен брой фронтови войници се завръщат на студентската скамейка, оказвайки силно влияние върху по-младите си колеги.
Определящите събития в живота на това поколение са смъртта на Сталин и докладът на Н. Хрушчов За култа към личността и неговите последици на XX конгрес на КПСС (1956 г.), разобличаващ дейността на Сталин. За по-голямата част от шестдесетниците XX конгрес е катарзис, край на дългосрочната идеологическа криза, която противопоставя обещанията на идеологията на реалния живот. Демократизацията на обществения живот, последвала 20-ия конгрес, известна като период на размразяване при Хрушчов, се превръща в контекст на енергичната дейност на шестдесетниците. Както отбеляза Сергей Хрушчов: „Всяко поколение има своя собствена основна тема и ние, шестдесетниците, сме хора от годините на първото „размразяване“ .
Шестдесетниците активно подкрепят „връщането към ленинските норми“, оттук и апологетиката на Ленин (поезия на Андрей Вознесенски и Евгений Евтушенко, пиеси на Михаил Шатров, проза на Егор Яковлев) като противник на Сталин и представянето на Гражданската война в романтична светлина (Булат Окуджава, Юрий Трифонов, Александър Мита).
Творбите в жанра на научната фантастика изиграват роля за създаването на положителен образ на комунистическото бъдеще, като първи и един от най-влиятелните върху настроението в обществото в края на 50-те – 60-те години е романът на Иван Ефремов „Мъглявината Андромеда“ (1957), философско-утопичен роман за комунистическото бъдеще на земната цивилизация, в което всеки свободно развива заложбите и талантите си. Сякаш в потвърждение на смелите мечти на писателите фантасти, периодът е белязан от успехи на СССР в изследването на космоса, които допринасят за повишаване на нивото на обществения оптимизъм.
Много от шестдесетниците стават убедени интернационалисти и привърженици на „свят без граници“. Неслучайно култовите фигури за тях са революционери в политиката и изкуството – Владимир Маяковски, Всеволод Мейерхолд, Бертолт Брехт, както и писателите Ърнест Хемингуей и Ерих Мария Ремарк .

## Терминът „шестдесетници“
Историкът А. В. Шубин отбелязва, че понятието „шестдесетници“ възниква за първи път през XIX век, когато с него се обозначават главно народниците и нихилистите. И вече през XX век, същото понятие се отнася към представители на поколението от периода на размразяването, и в частност към интелигенцията. Наричат ги още „деца на 20-ия конгрес“, където „за първи път партийната практика се разглежда не от гледна точка на интересите на „ пролетариата “, тоест на партийното ръководство, а от гледна точка на „общочовешкия“ морал, който веднага е възприет от млади общественици, учени и културни работници “. Той също така посочва, че антиномията между произвола на властта и индивидуалната автономия на индивида става основа на мирогледа на шестдесетниците. Според Шубин през 1960 – 1970 г. по-голямата част от това поколение се застъпва за „умерени демократични реформи в рамките на съществуващата система, техен идеал е демократичният социализъм „с човешко лице“. Той отбелязва, че сред тях са се появили много видни обществени и културни дейци – съветници на най-висшите съветски лидери, видни журналисти, режисьори и писатели. И също така, че „застоят“ на Брежнев, заменил размразяването, води до увлечението на младите към „постиженията на западните страни“. Това поражда три различни направления, като една част от влиятелните шестдесетници възприема позициите на уестърнизма и либерализма (Андрей Сахаров, Г. Померанц) или почвеничеството (Александър Солженицин, Игор Шафаревич, „селските писатели“), друга взема участие в дисидентското движение, а трета част емигрира от СССР.
Терминът „шестдесетници“ се утвърждава като резултат от публикуването на статия от критика С. Рассадин през декември 1960 г. в списание „Юность“, в която се прави аналогия между поколението писатели от края на 50-те години на XX век и демократичната руска интелигенция от 60-те години на XIX век, която активно се бори срещу царизма, инерцията и духовния упадък. Това определение на Рассадин става нарицателно за цялата епоха и поколението хора, които се противопоставят на тоталитарната политическа система, на строгата цензура и отстоява демократичните принципи, макар че самият Рассадин по-късно го нарича „само приблизителен псевдоним на времето“.
В другите съветски републики и страните от социалистическия лагер „шестдесетници“ се наричат подобни поколенчески субкултури, отчасти близки на руската (например, вж. раздел Украински шестдесетници).

## Физици и лирици
По това време възниква бурна дискусия кое е от първостепенно значение за обществото – науката или изкуството . Шестдесетниците се състоят от две взаимосвързани, но различни субкултури, наричани на шега „физици“ и „лирици“ – представители на научната, техническата и хуманитарната интелигенция.
Ако „лириците“ обичат главно поезията и живописта, „физиците“ държат да са в крак с научно-техническия прогрес, занимавайки се с изобретения. За тях Алберт Айнщайн и Лев Ландау са култови фигури, техни портрети украсяват апартаментите на обикновените хора, дори на тези, далеч от физиката. Естествено, „физиците“ се проявяват по-слабо в изящните изкуства, но системата за мироглед, която възникна в тяхната среда, е не по-малко забележима в съветската култура от 60-те и 70-те години. Представянето в романтична светлина на научните знания и научно-техническия прогрес, присъщо на „физиците“, оказва огромно позитивно влияние върху развитието на науката и целия съветски живот. В художествената литература възгледите на „физиците“ се проявяват не често, главно в жанра на научната и социална научна фантастика. Най-яркият пример за това е прозата на братя Стругацки, макар понякога да се отразява и в творбите на литературния реализъм (романът на Даниил Гранин „Иду на грозу“, филмът на Михаил Ром „Девет дни от една година“ и др.).
„Физиците“ (въпреки че личните им възгледи и хоризонти биха могли да бъдат доста широки) се считат за много по-обичани от държавата от „лириците“ – отчасти защото са необходими на огромната отбранителна индустрия на СССР. Такива взаимоотношения са отразени в стихотворението на поета Борис Слуцки „Физики и лирики“: „ Что-то физики в почёте, что-то лирики в загоне. Дело не в сухом расчёте, дело в мировом законе ” . Не е изненадващо, че към началото на 70-те години естетиката на „физиците“ се възприема от съветските официални власти и „научнофантастичният“ стил се превръща в архитектурна и дизайнерска норма за много страни от развития социализъм. Трябва да се отбележи, че в съответствие с концепцията на марксизма-ленинизма за плановата икономика на един творчески университет се падат дузина инженерни и технически университети.

## Представители

### Авторска песен
Кадри от прочутите четения в Политех-а са включени в един от основните филми на шестдесетниците – „Заставата на Илич “ на Марлен Хуциев, а изброените поети стават изключително популярни в продължение на няколко години.
По-късно любовта на публиката преминава към поетите от нов жанр, породен от културата на „шестдесетниците“: авторската песен. Създава го Булат Окуджава, който в края на 50-те години започва да изпълнява свои собствени песни, като си акомпанира на китара. Скоро се появяват и други автори – Александър Галич, Юлий Ким, Новела Матвеева, Юрий Визбор, които стават толкова популярни, че се появява аудио самиздат, който разпространява гласовете им из цялата страна – тогава радиото, телевизията и записът на грамофонни плочи са затворени за тях.

### Кино и театър
В киното „шестдесетниците“ се проявяват изключително ярко, въпреки факта, че този вид изкуство е строго контролиран от властите. Най-известните филми, изразяващи настроението след XX конгрес, са „Летят жерави“ на Михаил Калатозов, „Заставата на Илич“ и „Юлски дъжд“ от Марлен Хуциев, „Аз крача из Москва“ на Георги Данелия, „Девет дни от една година" от Михаил Ром, „Добре дошли, или Вход за външни лица – забранен" на Елем Климов.
В същото време повечето от актьорите на „златния отряд“ на съветското кино – Евгений Леонов, Инокентий Смоктуновски, Олег Табаков, Евгений Евстигнеев, Юрий Никулин, Василий Ливанов, Евгений Лебедев, Михаил Улянов, Станислав Любшин, Инна Гулая, Жана Болотова, Марианна Вертинская, Андрей Смирнов, Николай Губенко, Ирина Мирошниченко, Олег Дал и много други – са „шестдесетници“ както по възраст, така и по начин на мислене. Но много повече кинематографисти – шестдесетниците се изявяват през 70-те и 80-те години, главно в комедийния жанр, тъй като само в него е позволено да се критикуват негативните аспекти на живота, и то като правило на ежедневно ниво. Тогава шестдесетниците Елдар Рязанов, Георги Данелия, Марк Захаров заснемат най-добрите си филми. Най-типичните примери за шестдесетници в театъра са театрите„Современник“ на Олег Ефремов и Театър на Таганка на Юрий Любимов.

### Украински шестдесетници
Шестдесетниците защитават националния език и култура, свободата на художественото творчество в Украйна, тогава в рамките на СССР.
Най-известните членове на движението са писателите Иван Драч, Никола Винграновски, В. Дрозд, Грихир Тютюнник, Борис Олийник, В. Дончик, Васил Симоненко, Никола Холодни, Лина Костенко, Валерий Шевчук, Евген Гуцало, художниците Алла Горска, Виктор Зарецки, Борис Чичибабин, литературниге критици Иван Дзюба, Евген Сверстюк, режисьорът Лес Танюк, кинорежисьориге Сергей Параджанов, Юрий Илиенко, изкуствоведите Роман Корогодски, Ю. Смирни, преводачите Григорий Кочур, Никола Лукаш и други.
Шестдесетниците се противопоставят на официалния догматизъм, изповядват свобода на творческото изразяване, културен плурализъм и приоритет на универсалните ценности пред класовите. Те до голяма степен са повлияни от западната хуманистична култура, традициите на „Разстреляното възраждане“ и украинската култура от края на XIX – началото на XX век.
Неофициалните културни дейности от шейсетте години включват неформални литературни четения и художествени изложби, вечери в памет на репресираните художници и мълчание на постановки. Те също така съставят петиции в защита на украинската култура. Клубът на творческата младеж „Съвременник“ (създаден през 1959 – 1960 г.) в Киев и клубът „Кокиче“ (1962 г.) в Лвов се превръщат в центрове на алтернативната национална култура. Шестдесетниците възстановяват традициите на класическата дореволюционна интелигенция, която се стреми към духовна независимост, политическо отчуждение, към идеалите на гражданското общество и служба на хората.
Подобни културни дейности предизвикват недоволството на властите. Шестдесетниците не успяват да се придържат към официалните идеологически и естетически граници и в края на 1962 г. започва масиран натиск върху неконформистката интелигенция. Те нямат право да бъдат публикувани и са обвинявани във „формализъм“, „бездействие“ и „буржоазен национализъм“. В отговор на това идеите на шестдесетниците започват да се разпространяват в самиздат.
Изправени пред ожесточената съпротива на партийния апарат, някои от шестдесетниците постигат компромиси с властите, докато други еволюират в политически дисиденти, членове на движения за права на човека и в открита опозиция на режима.